# KS Hes BasketBall Wrocław
KS HES BasketBall Wrocław – męski klub koszykarski z Wrocławia. Występuje w II lidze w grupie D.

## Historia
Klub Sportowy HES BasketBall Wrocław został założony w 2018 roku. Po debiucie w którym wygrali rozgrywki III ligowe awansowali do II ligi. Klub Sportowy HES BasketBall ma bardzo długą i bogatą historię. Jest to klub bardzo nietypowy. Jego pierwsza działalność sięga roku 1999, wtedy paru zawodników zgłosiło drużynę do amatorskiej ligi koszykówki we Wrocławiu (WRONBA). 
Równolegle rozwijała się firma HES fitness(produkująca sprzęt na siłownie). Przez kolejne 20 lat drużyna amatorska pięła się na szyty lig amatorskiej koszykówki. W 2017 roku osiągając wszystko w tej dziedzinie koszykówki, właściciel podjął decyzję o zgłoszeniu drużyny do profesjonalnej III ligi koszykówki w Polsce. Dość niespodziewanie HES Basketball wygrał rozgrywki ligowe i w barażach zakwalifikował się do Polskiej II ligi koszykówki.
Wraz ze startem sezonu 2019/2020 drużyna zakontraktowała profesjonalnego i bardzo cenionego trenera Grzegorza Krzaka, oraz przebojowego rozgrywającego Luka Malakhau. HES BasketBall w swoim debiutanckim sezonie niespodziewanie wywalczył utrzymanie w lidze, do ostatnich kolejek walcząc o fazę finałową play-off.

## Skład
Stan aktualny na sezon 2019/2020.
| Nr | Poz. | Nar.     | Nazwisko i imię         | Data urodzenia | Wzrost | Masa ciała |
| -- | ---- | -------- | ----------------------- | -------------- | ------ | ---------- |
| 0  | PF   | Polska   | Misiaszek, Marceli      | 1993-04-28     | 193 cm |            |
| 1  | C    | Polska   | Filipiak, Patryk        | 1995-05-27     | 205 cm |            |
| 3  | PG   | Polska   | Zamora, Stanisław       | 1998-06-09     | 178 cm |            |
| 4  | PG   | Polska   | Chruściel, Krzysztof    | 1996-05-07     | 182 cm |            |
| 5  | SG   | Polska   | Boć-Orzechowski, Konrad | 1996-11-15     | 190 cm |            |
| 6  | C    | Polska   | Wiśniewski, Karol       | 1994-09-19     | 194 cm |            |
| 7  | PF   | Polska   | Łukomski, Bartosz       | 1995-03-18     | 190 cm |            |
| 9  | SF   | Polska   | Lewicki, Przemysław     | 1982-08-28     | 194 cm |            |
| 11 | SF   | Polska   | Woźniak, Kamil          | 1985-04-11     | 188 cm |            |
| 13 | PG   | Polska   | Dudek, Igor             | 1996-01-17     | 185 cm |            |
| 14 | C    | Polska   | Szczęsny, Łukasz        | 1982-05-28     | 197 cm |            |
| 15 | C    | Polska   | Groń, Mateusz           | 1982-04-15     | 196 cm |            |
| 41 | PG   | Białoruś | Malakhau, Luka          | 1994-09-19     | 184 cm |            |
| 42 | PF   | Polska   | Kuta, Kacper            | 1994-04-27     | 196 cm |            |
| 84 | C    | Polska   | Bobko, Łukasz           | 1994-09-19     | 196 cm |            |

Trener:  Grzegorz Krzak